# Kurow
Kurow – miejscowość położona nad rzeką Waitaki na Wyspie Południowej w Nowej Zelandii, w rejonie administracyjnym Canterbury, 55 km od Oamaru.
Wieś leży przy drodze krajowej nr 83, w miejscowości ma także początek droga krajowa nr 82.
W pobliżu Kurowa znajdują się cenne zabytki maoryskiego malarstwa jaskiniowego, uważane za przedkolonialne (choć jedna z wersji przedstawia statek z rozpiętym lataczem i fokiem na forsztagu), a inna fale tsunami. Biało-czerwone malunki umieszczone są na występach skalnych w Takiroa. Te dzieła sztuki były wykonane na białawych skałach techniką malarską z użyciem czerwonej ochry na bazie tłuszczu ptasiego z pingwinów i innych ptaków.
W XIX w. w rejonie Kurowa zamieszkali osadnicy z Europy.
Nazwa miejscowości pochodzi od maoryskiego Te Kohurau, co oznacza „wiele mgieł”.